# Wang Pin
Dans ce nom chinois, le nom de famille, Wang, précède le nom personnel.
Wang Pin est une joueuse d'échecs chinoise née le 11 décembre 1974. Grand maître international féminin depuis 1992, elle a remporté le championnat de Chine d'échecs féminin en 2002.

## Championnats du monde
Elle finit cinquième ex æquo du tournoi interzonal féminin de Subotica en novembre 1991, ce qui la qualifiait pour le tournoi des candidates (elle finit dernière à Shangaï) et lui permit d'obtenir le titre de grand maître international féminin.
Lors du tournoi interzonal de 1993, un système suisse, elle finit onzième parmi les 39 participantes et ne parvint pas à se qualifier pour le tournoi des candidates.
En 2001, elle était la troisième joueuse la mieux classée qui participait au championnat du monde, un tournoi à élimination directe. Wang Pin fut éliminée au deuxième tour par Elisabeth Pähtz. En 2004, elle perdit contre la même adversaire lors du premier tour.

## Compétitions par équipe
Wang Pin a représenté la Chine lors de quatre olympiades (en 1992, 1996, 1998 et 2002), remportant deux médailles d'or par équipe (en 1998 et 2002, elle jouait au troisième échiquier), une médaille d'argent par équipe (en 1996) et une médaille de bronze par équipe (en 1992).
En 1999, elle remporta la médaille d'or par équipe et la médaille d'or individuelle au deuxième échiquier de la Chine lors du championnat d'Asie par équipe.